# Metropolis (Manga)
Metropolis (jap. メトロポリス, metoroporisu) ist ein Manga des japanischen Zeichners Osamu Tezuka aus dem Jahr 1949 mit 160 Seiten. Das Werk wurde 2001 als Film umgesetzt.

## Handlung
Der Wissenschaftler Charles Laughton forscht nach der Möglichkeit, lebende Zellen künstlich herzustellen. Als er von dem Industriemagnaten Duke Red beauftragt wird, gelingt ihm die Erschaffung eines künstlichen Menschen. Doch befürchtet er, dass Michi, wie er ihn nennt, missbraucht wird, zerstört sein Labor und täuscht seinen und Michis Tod vor. Duke Red ist tatsächlich auch Anführer einer geheimen Organisation, der Red Party, mit der er die Macht in der Stadt Metropolis und auf der Welt an sich reißen will. Dazu manipuliert er mit seiner Technologie die Sonne, so kommt es auf der ganzen Welt zum Wachstum gigantischer Pflanzen und Tiere.
Der geflohene Michi trifft bald auf den Jungen Ken’ichi. Dessen Vater ist der japanische Polizist Shunsaku Ban, der zur gleichen Zeit auf Duke Red trifft, ihn jedoch nicht verhaften kann. Danach erfährt er von Laughton, der kurz darauf stirbt, von der Erschaffung Michis. Als Shunsaku Ban bei seinem Sohn ist, trifft er auch Michi. Sie wollen gegen Reds Machenschaften vorgehen, doch wird Shunsaku Ban gefangen genommen. Ken'ichi und Michi können entkommen, doch gerade Michi wird von Duke Red für die Umsetzung seiner Pläne benötigt. Auch die Polizei wird bereits von der Red Party kontrolliert.
Schließlich kann Shunsaku Ban fliehen, doch wird bald darauf Michi von der Red Party gefangen. Beim Versuch Duke Reds, ihn für seine Zwecke zu missbrauchen, erklärt er ihm, dass er nur eine Maschine ist und kein Mensch. Daraufhin greift Michi die Red Party an, bald verbünden sich die anderen Roboter mit ihm und erklären der Menschheit den Krieg. Zur gleichen Zeit können Shunsaku Ban und Ken'ichi den Sender zerstören, der die Sonne manipulierte und die Red Party löst sich auf. Schließlich kämpf Shunsaku Ban gegen Michi, der bald darauf zusammenbricht. Dies, erklärt der Wissenschaftler Dr. Bell, liegt an den abgeklungenen besonderen Strahlen der Sonne, die Michi auch erst belebt hätten.

## Entstehung
Tezuka ließ sich von einer Abbildung der Geburt eines weiblichen Roboters aus Fritz Langs Stummfilm Metropolis inspirieren, die er in einer Ausgabe der Filmzeitschrift Kinema Junpo gesehen hatte, und entwarf den Manga, ohne den Inhalt des Films zu kennen.

## Veröffentlichungen
Am 15. September 1949 brachte Ikuei Shuppan den vollständigen Manga in Buchform, ohne vorherige Veröffentlichung, heraus. Später erschienen mehrere Neuauflagen, beispielsweise 1979 als Teil der Reihe Gesamtwerk des Osamu Tezuka bei Kodansha.
Der US-amerikanische Verlag Dark Horse Comics veröffentlichte im April 2003 eine englischsprachige Übersetzung des Comics, bei Taifu Comics erschien er auf Französisch, bei Glénat auf Spanisch.

## Verfilmung
26. Mai 2001 kam eine Anime-Umsetzung des Mangas als Film in die japanischen Kinos. Als Robotic Angel kam der Film auch in Deutschland heraus. Der Film wurde unter anderem ins Englische, Französische, Spanische und Italienische übersetzt und in Nordamerika, Lateinamerika, Großbritannien, Taiwan und Südostasien im Fernsehen ausgestrahlt.

## Rezeption und Interpretation
Laut Paul Gravett ist der Manga eine frühe Warnung vor dem unkontrollierten technischen Fortschritt. Der Film wurde bei mehreren Filmfestivals gezeigt, darunter beim Future Film Festival in Italien und dem Fantasia Festival in Kanada. Er erhielt mehrere positive Kritiken in amerikanischen Zeitungen.